# Хабаровы
 Хабаровы — деревня в Кировской области. Входит в состав муниципального образования «Город Киров»

## География
Расположена на расстоянии примерно 7 км по прямой на северо-запад от железнодорожного вокзала Киров-Котласский.

## История
Известна с 1678 года как деревня Хабаровская с 1 двором, в 1764 году 10 жителей, в 1802 году 2 двора. В 1873 году здесь (Хабаровская 1-я или Шубины) дворов 14 и жителей 125, в 1905 7 и 51, в 1926 (Хабаровская или Шубины) 16 и 87, в 1950 (Хабаровская) 16 и 169, в 1989 54 жителя. Административно подчиняется Октябрьскому району города Киров.

## Население
Постоянное население составляло 45 человек (русские 100%) в 2002 году, 71 в 2010.